# レナード対ペプシコ事件

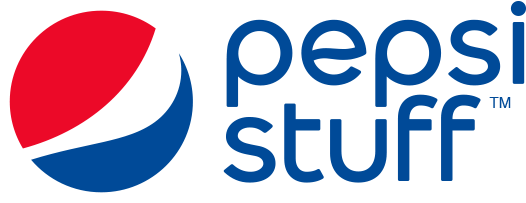
ペプシコ社のポイントプログラム「ペプシスタッフ」ロゴ（2018年）

レナード対ペプシコ事件（レナードたいペプシコじけん、英語: Leonard v. Pepsico, Inc.)は、1995年～1996年にアメリカのペプシコ社が展開したテレビ広告を巡って1996年に提訴され、1999年にアメリカ合衆国ニューヨーク州南部地区連邦地方裁判所が判決を下した、契約・景品表示に関する民事訴訟の事件である。

## 概要
1990年代、当時のペプシコ社はコーラ市場のシェア獲得を巡って、同業会社であるザ コカ・コーラ カンパニーとの間で激しい争いを繰り広げていた。
1995年、ペプシコ社は、主力商品であるペプシコーラの購入に応じて消費者にポイントを付与し、一定のポイントと交換で同社のロゴが入った景品と交換できるポイントプログラム「ペプシスタッフ」の宣伝のためにテレビコマーシャルを制作した。このCM内において、700万ポイントを貯めれば、アメリカ海兵隊が運用する攻撃機「AV-8BハリアーII」と交換できると謳ったことが事件の発端となった。
後述する通り、700万ポイントは途方もない数量のコーラを購入せねば獲得できない非現実的な数値であり、「ハリアー機をプレゼント」とは広告のインパクトを強めるためのジョークに過ぎなかった。しかし、ワシントン州で経営学を専攻していた当時21歳の大学生ジョン・レナードは、ポイント交換規定（後述）の付帯条項を利用してハリアーII獲得の条件を満たせることに気がついた。1996年、レナードはポイント交換の最低条件となるペプシコーラ36本を購入し、このポイントにハリアー交換の残りポイント分に相当する70万8ドル50セントの金額が書かれた小切手を添えてペプシコ本社に送付し、ハリアーとの交換を求めた。ペプシコは「広告上での意図的なジョークに過ぎない」としてハリアー機のプレゼントを断ったが、レナードは「消費者を対象にした広告で提示された公開的な約束にあたるため景品を支給すべきだ」と主張し、ペプシコを相手取って裁判所に提訴を行った。
ニューヨーク州南部地区連邦地方裁判所は1999年8月5日に開かれた裁判で「分別ある人なら誰でも、巨額の軍用機を民間人に提供することは常識外れだと理解するだろう。ペプシコの広告内容は、単なる宣伝効果向上のための誇張に過ぎないと判断される。 よって、ペプシコはジョン・レナードにハリアー機を景品として提供する義務がない。」と判決を下した。

## 事件の経緯

### 問題の広告

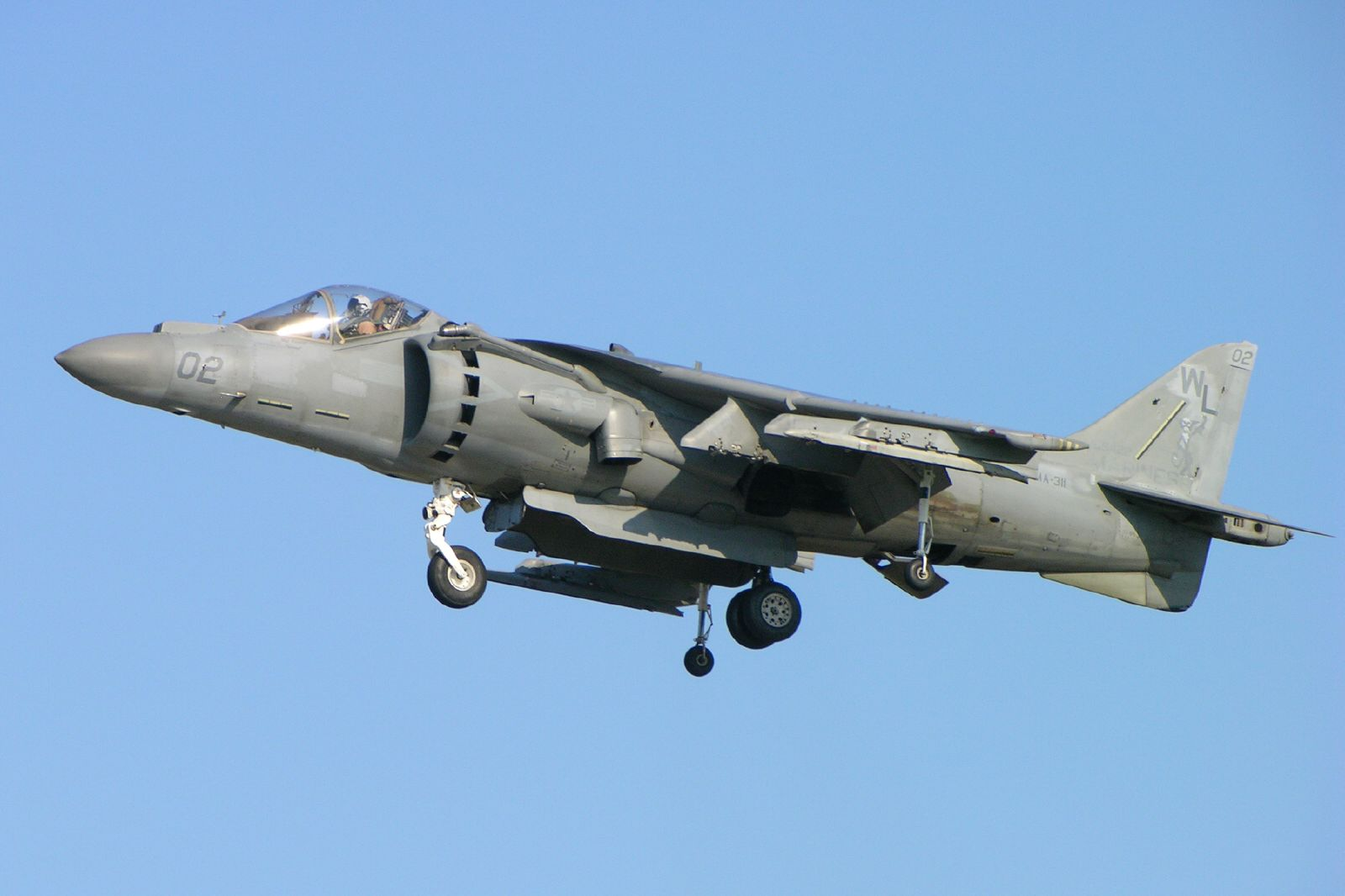
事件の争点となったAV-8BハリアーII攻撃機

この事件は、ペプシコーラを製造販売するアメリカの飲料会社ペプシコが1995年から放送した、製品購入に応じて得られるポイントを景品に交換する「ペプシスタッフ」キャンペーン宣伝のためのテレビコマーシャルが発端となった。ニューヨーク州南部地裁は裁判の中で、発端となったペプシコの広告内容を次のように説明した。
この広告はのどかな郊外風景とともに「月曜日 午前7時58分」（MONDAY 7:58 AM）という字幕が画面に出て始まる。 朝を知らせる鳥のさえずりとともに、自転車に乗った新聞配達員が2階建ての家の玄関口に新聞を投げ込んでいく。 場面は家の中に移り、ペプシのロゴが描かれたTシャツを着た10代の少年が軍楽隊のドラムロールとともに登場してポーズを取り、画面には「Tシャツ 75ペプシポイント」（T-SHIRT 75 PEPSI POINTS）と字幕表示される。自室のドアを開け出てきた少年は革ジャケットをTシャツの上に羽織り廊下を歩いていく。 画面には「革ジャケット 1,450ペプシポイント」（LEATHER JACKET 1,450 PEPSI POINTS）と字幕表示される。玄関を出た少年は朝の日差しの中サングラスを着用し、画面には「サングラス 175ペプシポイント」（SHADES 175 PEPSI POINTS）と字幕表示される。

場面が変わり、ハイスクールの建物の前に3人の少年が座っている。真ん中にいる少年はキャンペーンの広報冊子「ペプシスタッフカタログ」を読みふけり、両隣の少年はペプシコーラを飲んでいる。 軍楽隊のBGMが高まる中、ハイスクールの上を何かの影が高速で飛び去り、3人の少年は驚いてそれを見上げる。次の場面では、退屈な物理学の授業が行われていた教室で、垂直着陸に伴う猛烈な風で大量のプリントが巻き上げられる。ハリアー機はまだ画面に映らないものの、ここまでで広告の視聴者は航空機の存在を察知するに至る。

ハリアー機はついに画面に現れ、数名の生徒が逃げ去る中で校舎前の駐輪場脇に着陸する。猛烈な風によって、居合わせた男性教員は服を脱がされてしまう。その間に「ペプシを飲めば飲むほど、スゴい景品がもらえるぞ」（Now the more Pepsi you drink, the more great stuff you're gonna get）とナレーションが入る。ハリアーの操縦席から冒頭の少年が現れ、片手にペプシコーラの缶を持ちつつとても満足げな表情で「間違いなくバスより速いね」（Sure beats the bus）とからかう。「ハリアー戦闘機 700万ペプシポイント」（HARRIER FIGHTER 7,000,000 PEPSI POINTS）と字幕表示され、その後「ペプシを飲もう、景品をもらおう」（DRINK PEPSI GET STUFF）と画面に表示されてコマーシャルは終わる。

### キャンペーン内容

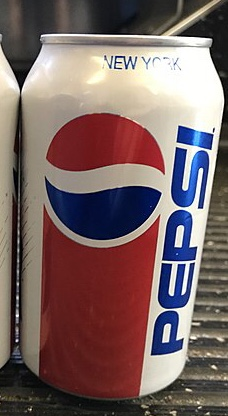
1990年代デザインのペプシコーラ缶（復刻版）

ペプシコは、「ペプシスタッフ」キャンペーンにおいて、景品交換のシステムを次のように規定した。
1)  ペプシコーラ1箱分の24本を10ポイントに換算する。
2)  75ポイントでTシャツ、175ポイントでサングラス、1,450ポイントで革ジャケット、そして700万ポイントでハリアーII攻撃機とそれぞれ交換できる。
3)  15ポイント以上貯めた場合、景品交換に足りないポイントは、1ポイントを10セント（0.1ドル）と換算して現金で支払ってもよい。
コーラ24本を10ポイントに換算するというキャンペーン規定に基づけば、ハリアー交換に必要な700万ポイントを貯めるには24本 × 700,000セット ＝ 16,800,000本のコーラが必要となる。1日に10本ずつ飲むとしても4,602年9ヶ月かかる量であり、この量のコーラの総熱量は25億キロカロリー、含まれる砂糖の量は689トンにも及ぶ。よって、コーラの購入でポイントを貯めハリアーと交換することは到底不可能である。

### ジョン・レナードによる景品交換申し込み
ワシントン州ショアラインのショアライン・コミュニティ・カレッジで経営学を専攻していた当時21歳の学生ジョン・レナードは、キャンペーンに参加する過程で、規定の3)に着目した。「15ポイント（コーラ36缶の購入に相当する）以上貯めれば、足りないポイントは現金で支払ってもよい」とするこの規定は、本来は消費者がTシャツやサングラスなどを交換入手する方法を増やすためのものである。しかし、この規定を拡大解釈すれば、コーラ36本（15ポイント）を購入し、残りの6,999,985ポイントの代替として699,998.5ドルを支払うことで、ハリアー交換の条件を満たせるとレナードは気づいた。通常、ハリアーII一機の調達には約2300万ドルを要するのに対して、コーラの購入を含めたポイント交換の必要資金は70万ドル超にすぎず、相場よりもはるかに安くハリアーIIを入手できることになる（実際には、後述の判決にもある通り、ハリアーIIの製造メーカーであるマクドネル・ダグラス社やハリアーIIを運用する米海兵隊が、一食品企業であるペプシコや、まして米国の一市民に攻撃機を売却することはあり得ない）。
ハリアー交換の計画を思いついたレナードは投資家を説得して回り、70万ドルの調達に成功した。 1996年3月27日、レナードは雇用した弁護士の助言をもとに15ポイント分のペプシコーラ36缶と700,008.50ドルの金額が書かれた小切手をペプシコ本社に送付したが、これは6,999,985ポイント分に相当する金額699,998.50ドルに、配送料・取扱手数料10ドルを足した金額だった。
ペプシコは5月7日頃、自社製品の無料クーポン券を添えてレナードに小切手を返送した。同社はこの手紙の中で「ハリアー機を景品としてプレゼントするという内容は、広告にユーモアを持たせる冗談にすぎません。お客様に提示したペプシスタッフカタログのリストや交換フォームに記載された景品のみをご利用いただけます。」と述べ、交換を断った。その後、レナード側の弁護士を交え、ペプシコ社との間で数度のやり取りが行われたが、両者の主張は平行線を辿った。

## 訴訟の流れ

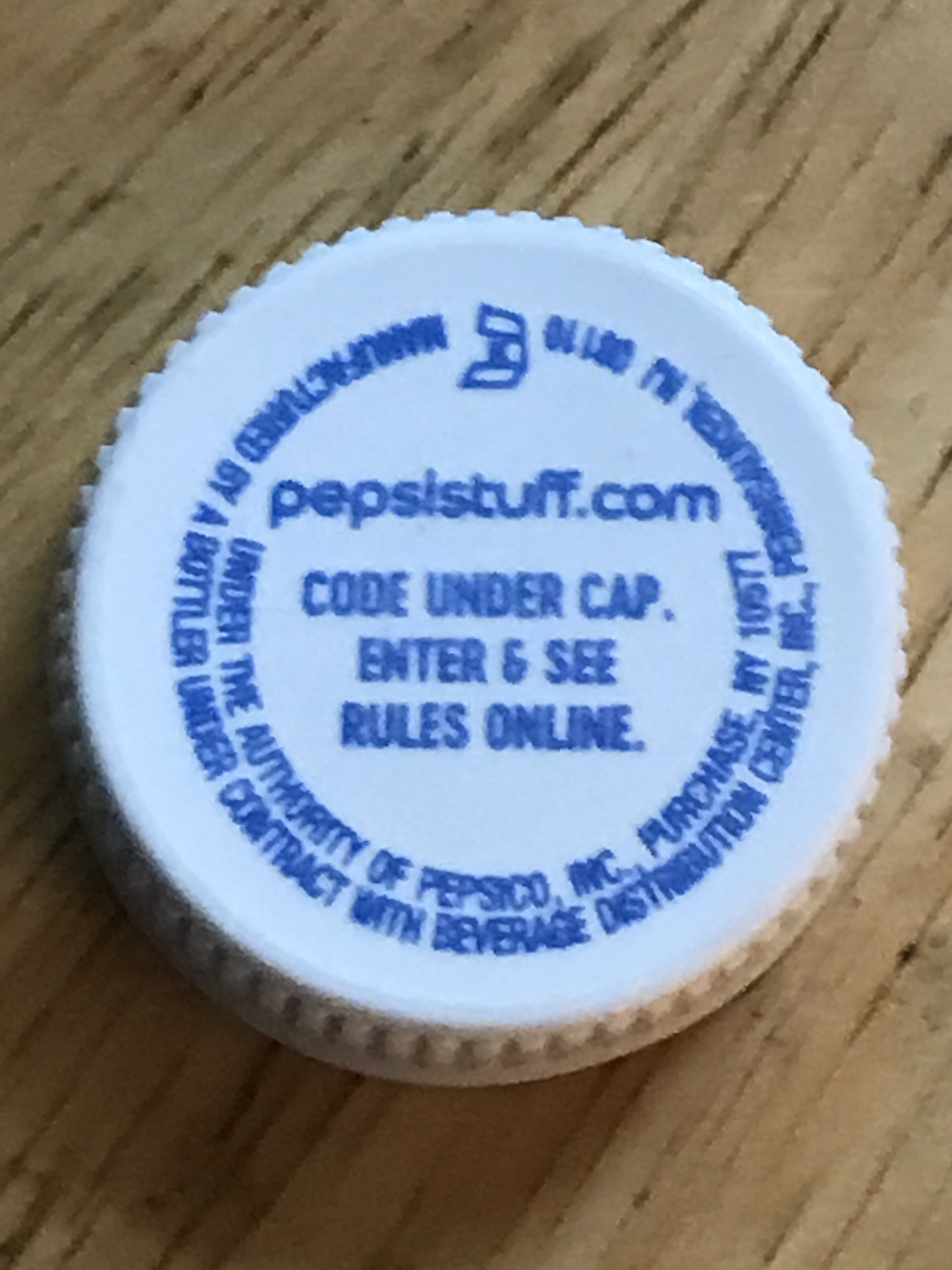
「ペプシスタッフ」キャンペーンは複数回行われている。写真は2018年時のペットボトルキャップ。「（ポイント獲得用）コードはキャップ裏面です。入力とルール確認はオンラインで。」とある。

### 提訴
1996年7月18日、ペプシコは同社がハリアー機の提供を行う義務がないことの確認を求めて、ニューヨーク州南部地区連邦地方裁判所に提訴を行った。ジョン・レナードはこれに対抗して8月6日にペプシコを相手取り「同社が消費者を対象に広く公開したコマーシャルには拘束力があり、ハリアー機を景品として支給する義務がある」として、フロリダ州裁判所に提訴を行った（但し、後の判決文にもある通り、この事件はフロリダ州に何の関係もない）。提訴においては、ペプシコ社の行為は契約違反、詐欺、虚偽の広告、不公正取引に該当する疑いがあると主張した。
2件の訴訟はニューヨーク州にて一括で審理されるべきであると判断され、フロリダ州の訴訟の移送が行われた。被告のペプシコは連邦民事訴訟規則第56条に基づき、審理過程を省略する略式判決を求め、認められた 。これに対し、原告のジョン・レナードは略式判決を不服とし、この広告を構成しているような冒険心ある「ペプシ・ジェネレーション（Pepsi Generation）」の若者から選任された陪審員による審理が行われるべきだと主張した。

### 判決
ニューヨーク州南部地区連邦地裁は1999年8月5日にキンバ・ウッドを裁判長として「ペプシコはジョン・レナードにハリアー機を景品として支給する義務がない。」と判決を下した。
判決文の中では、次のような点が指摘された。

- 問題のジェット機が登場するペプシコの広告は、第2次契約法リステイトメント（Restatement (Second) of Contracts）に基づく契約に該当しない。看板、チラシ、新聞、ラジオ、テレビ等による商品広告は、通常それのみでは契約内容の提示には当たらない。
- 広告内では、より詳細なキャンペーン内容と景品交換方法を明示したカタログの存在を示し、それを閲覧するように消費者に促していた。そのカタログ中の景品一覧にハリアーは含まれていない。
- 仮にコマーシャル及びカタログに「限定1機、早い者勝ち」のような文言があったならば、本当にハリアーと交換できるのだと消費者に誤認させる可能性があると認められただろう。このような破格の内容の取引が、回数無制限に行われるとは考えられないからである。しかし実際にはそのような文言はなく、消費者の誤認を誘うとは認められない。
- 原告は、本件は冒険心があり型破りな「ペプシ世代」の若者から選任された陪審員が審理すべきと主張しているが、その利点はない。本件の焦点は広告に契約内容の提示が含まれていたかを合理的・客観的な立場から判断することである。このような審理は通常、略式判決の申し立てにより裁判所が行う。
- 被告のペプシコの行為は契約不履行に該当しない。原告と被告の間には契約締結を証明する有効な書面がない。
- 被告の詐欺行為を認定するためには、原告は「誤った表現や重大な契約条件の説明漏れにより、不当な契約を締結するよう誘導された」ことを立証する必要があり、「被告はまともに契約を履行する意思がないのに契約締結を行った」と主張するだけでは不足である。本件の原告は不誠実な表示によって不当契約を結ぶように誘導されたとは主張しておらず、被告のペプシコも契約条件の提示を行ったつもりはないと主張している。

また裁判所は、ペプシコ社の当該広告は「明白な冗談である」ことを次の5点から説明した。

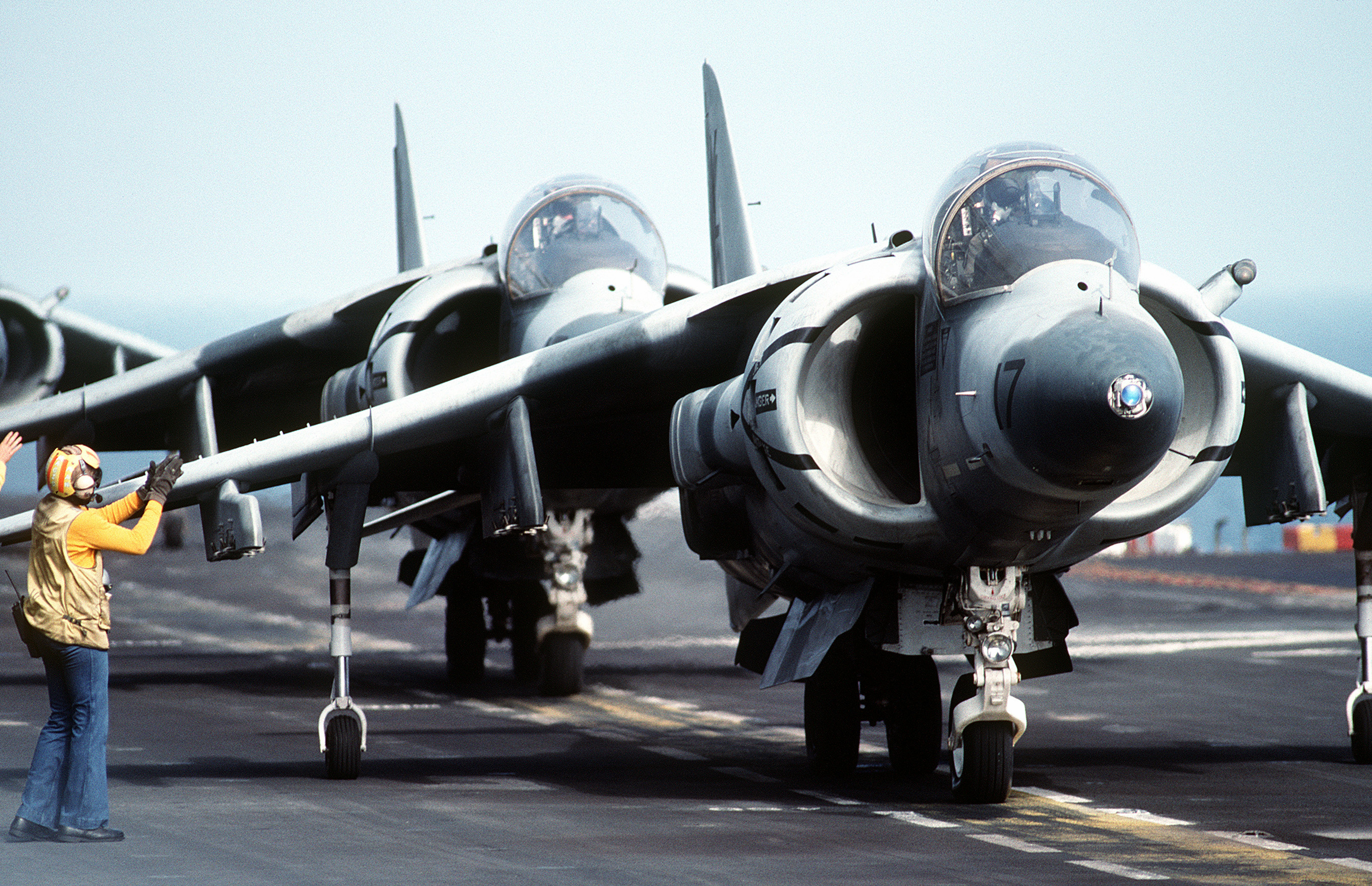
1991年、湾岸戦争の「砂漠の嵐作戦」中、タラワ級強襲揚陸艦ナッソー艦上で発進準備を進めるAV-8B

1. ある商品の購入によって、若者の平凡でありきたりな生活に劇的な変化がもたらされるという筋書きは、広告ではよく用いられるものである。例えば衣服、自動車、あるいはビールやポテトチップス、それらを購入した消費者が、魅力的でスタイリッシュな、羨望や賞賛を集める存在になるという、大げさな誇張が行われるのは普通のことである。分別ある視聴者はその内容を冗談だと理解し、事実と捉えることはないだろう。
2. 本コマーシャルに登場する若者は、軍用機パイロットとしてあまりに荒唐無稽だ。両親の車のキーを借りて運転することすら出来なさそうな少年が、ヘルメットもなしに軍用機の操縦席に座っている。広告の最後の「間違いなくバスより速いね」（Sure beats the bus）という少年の言葉は、公共交通機関での通学に代えて住宅地で軍用機を操縦することを示唆しており、あまりに危険で困難な、あり得そうもない話である。
3. ハリアー機で通学するという思いつきは、誇張された青春ファンタジーに過ぎない。コマーシャル内では物理学の授業そっちのけで生徒たちの注目を集め、ハリアー機の強風で教師の服を吹き飛ばす、権威を破壊して賞賛を集めるティーンエイジャーの姿が描かれている。しかし当然、生徒に軍用機の着陸スペースを与える学校も、ジェット機の巻き起こす混乱を許容する学校もあるはずがなく、このファンタジーは非現実的である。
4. アメリカ海兵隊の公表するところによれば、マクドネル・ダグラス製AV-8BハリアーIIの用途は「昼間および夜間における地上の標的に対する攻撃・破壊」であり、1991年の砂漠の嵐作戦では空襲に重要な役割を果たした。同機はサイドワインダーやマーベリックミサイルなど、相当な重量の兵器を搭載可能に設計されている。このような用途が十分に文書規定されたハリアー機を朝の通学に用いるというコマーシャル内容は、とても真面目にとり合えるものではない。
5. 交換に必要とされる700万ペプシポイントの蓄積には、とても飲みきれない数量のコーラが必要である。または70万ドルにてポイントに代えることも可能であったが、実際のハリアー機の購入には2300万ドルを要し、原告はこの事実を資金調達の段階で把握していた。仮に正しい価格を知らなかったとしても、70万ドルと軍用機を交換することはあまりに不当な取引内容で成立し得ない。

最終的に、ニューヨーク州南部地裁は、訴訟の棄却理由として次の3点を示した。

1. 当該のテレビコマーシャルは単なる広告に過ぎず、片務的な契約内容の提示には当たらない。
2. 分別ある人であれば、当該コマーシャルの冗談めいた内容を視聴して、本当に清涼飲料会社が製品のプロモーションのために軍用機を支給すると結論付けることはあり得ない。
3. 詐欺の事実を証明するに足るだけの契約書面が当事者間に存在しない。

この判決を受け、原告のジョン・レナードはニューヨーク州を管轄する第2巡回区控訴裁判所に控訴を行ったが、 同裁判所は2000年4月17日にニューヨーク州南部地裁の判決を支持して控訴を棄却し、判決が確定した。

## 判決後の影響
ペプシコは、問題となったペプシコーラのテレビCMを放送し続けたが一部を修正し、ハリアー機に交換するのに必要なペプシポイントを100倍の7億ポイントに引き上げた 。
アメリカ国防総省は、アメリカ海兵隊所属機が「非武装化」（ハリアーIIの場合、垂直離着陸能力の撤去も含む）なしには民間人に売却されないという立場を明らかにした 。
ジョン・レナードは訴訟で敗れたにもかかわらず、その後投資金以上の補償金を受けている。
なお、本事件で問題になったハリアーIIそのものではないが、同系列の垂直離着陸機であるシーハリアーFA.2については、アメリカで民間機として正式に登録されている機体がある。これは2004年までイギリス海軍が保有していた機体を、ハリアー操縦士としてアメリカ海兵隊で従軍したのちに不動産業で財を成したノールズ退役中佐 (Art Nalls) が購入して、2008年に連邦航空局（FAA）からの飛行許可を取得したのち、展示・飛行を行っているものである。